# Mackenzie Little
Mackenzie Patricia Little (Rochester, Estados Unidos, 22 de diciembre de 1996) es una deportista australiana que compite en atletismo, especialista en la prueba de lanzamiento de jabalina.
Ganó una medalla de bronce en el Campeonato Mundial de Atletismo de 2023. Participó en los Juegos Olímpicos de Tokio 2020, ocupando el octavo lugar en su especialidad.

## Palmarés internacional
| Campeonato Mundial | Campeonato Mundial | Campeonato Mundial | Campeonato Mundial |
| Año                | Lugar              | Medalla            | Prueba             |
| ------------------ | ------------------ | ------------------ | ------------------ |
| 2023               | Budapest (Hungría) | Medalla de bronce  | Jabalina           |